# Bözen
Bözen es una comuna suiza del cantón de Argovia, situada en el distrito de Brugg. Limita al norte con la comuna de Effingen, al este con Elfingen, al sur con Hornussen, y al oeste con Zeihen.

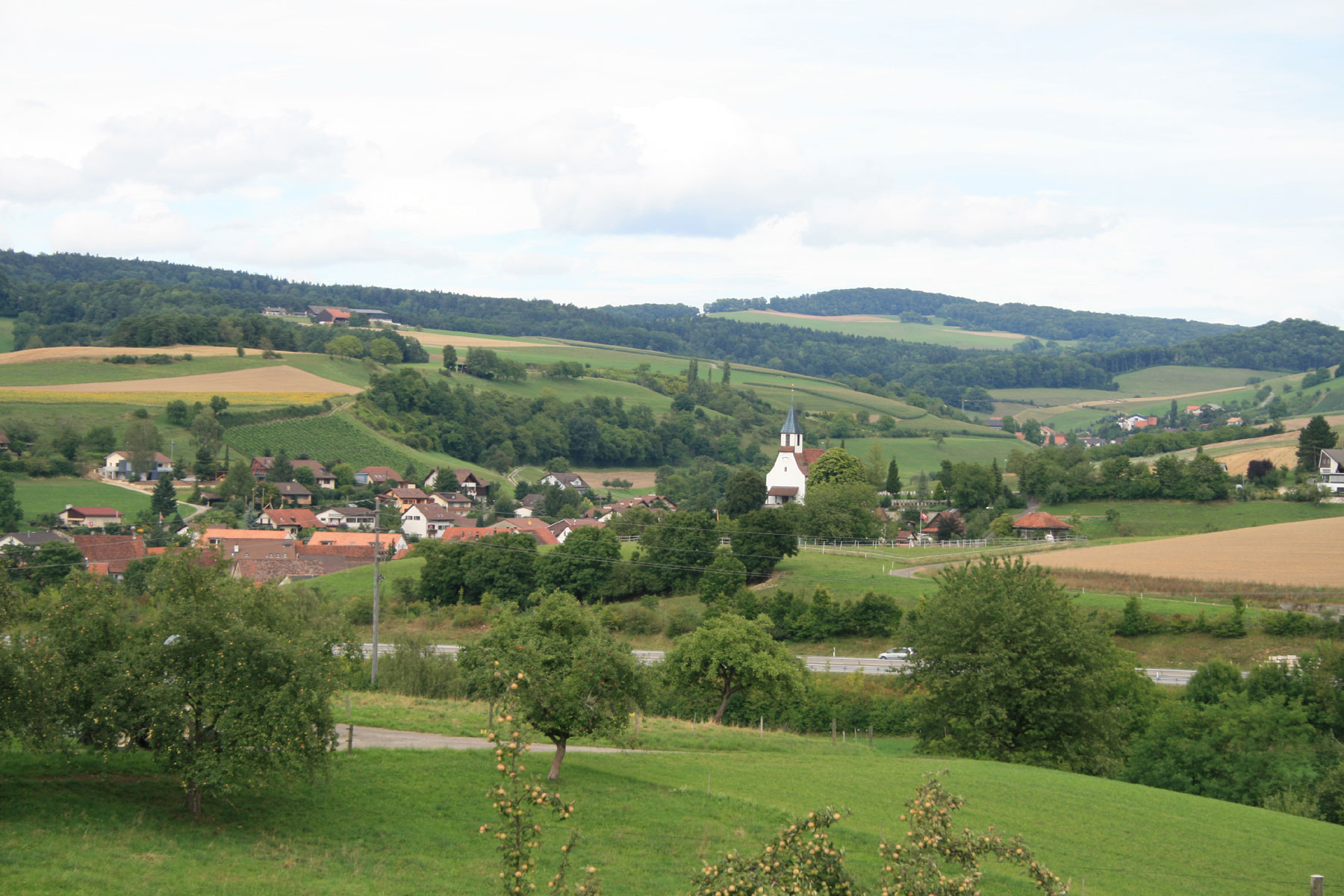
Vista de Bözen.